# Gottmadingen
Gottmadingen è un comune tedesco di 10 403 abitanti, situato nel land del Baden-Württemberg.